# Meridianville
Meridianville est un census-designated place situé dans l’État américain de l'Alabama, dans le comté de Madison.

## Démographie
| 1880 | 1980  | 1990  | 2000  | 2010  | - |
| ---- | ----- | ----- | ----- | ----- | - |
| 105  | 1 403 | 2 852 | 4 117 | 6 021 | - |